# Гудмен (Міссісіпі)
Гудмен (англ. Goodman) — місто (англ. town) в США, в окрузі Голмс штату Міссісіпі. Населення — 1258 осіб (2020).

## Географія
Гудмен розташований за координатами 32°58′5″ пн. ш. 89°54′45″ зх. д. / 32.96806° пн. ш. 89.91250° зх. д. (32.968110, -89.912634).  За даними Бюро перепису населення США в 2010 році місто мало площу 2,15 км², з яких 2,13 км² — суходіл та 0,02 км² — водойми.

## Демографія
Згідно з переписом 2010 року, у місті мешкало 1386 осіб у 341 домогосподарстві у складі 234 родин. Густота населення становила 645 осіб/км².  Було 383 помешкання (178/км²).
Расовий склад населення:
| - 75,0 % — чорних або афроамериканців - 23,9 % — білих - 0,1 % — корінних американців - 0,1 % — азіатів |

До двох чи більше рас належало 0,8 %. Частка іспаномовних становила 1,2 % від усіх жителів.
За віковим діапазоном населення розподілялося таким чином: 23,4 % — особи молодші 18 років, 70,6 % — особи у віці 18—64 років, 6,0 % — особи у віці 65 років та старші. Медіана віку мешканця становила 20,7 року. На 100 осіб жіночої статі у місті припадало 101,2 чоловіків;  на 100 жінок у віці від 18 років та старших — 93,6 чоловіків також старших 18 років.
Середній дохід на одне домашнє господарство  становив 30 674 долари США (медіана — 17 404), а середній дохід на одну сім'ю — 35 236 доларів (медіана — 21 635). За межею бідності перебувало 51,0 % осіб, у тому числі 62,8 % дітей у віці до 18 років та 47,1 % осіб у віці 65 років та старших.
Цивільне працевлаштоване населення становило 400 осіб. Основні галузі зайнятості: освіта, охорона здоров'я та соціальна допомога — 34,5 %, мистецтво, розваги та відпочинок — 20,5 %, виробництво — 13,0 %, роздрібна торгівля — 12,5 %.